# Marlin Firearms
Marlin Firearms Co. — американська збройова компанія, виробник нарізної та гладкоствольної зброї, а також боєприпасів до неї. Пропонує широкий асортимент спортивних гвинтівок, мисливських дробовиків, патронів і аксесуарів до зброї. Штаб-квартира компанії знаходиться в Північній Кароліні, виробничі потужності — в штатах Нью-Йорк і Кентуккі. Володіє торговими марками Harrington and Richardson (H&R), New England Firearms (NEF) та LC Smith.

## Історія
Заснована Джоном М. Марліном в 1870 році як сімейний бізнес з виробництва револьверів і деррінджерів. У 1915 році була викуплена і перейменована в Marlin Rockwell Corporation. У 1969 році компанія перемістилася на нову фабрику в місто Норт-Хейвен. Довгий час працювала над військовими замовленнями, наприклад — займалася виробництвом одного з перших серійних кулеметів «Кольт-Браунінг M1895». У 2007 році стала власністю холдингу Remington Arms.

## Продукція і розробки
- .308 Marlin Express
- .338 Marlin Express
- .444 Marlin
- .450 Marlin
- Marlin Camp Carbine
- Marlin Model 336